# Вітебська губернія
Вітебська губе́рнія — адміністративна одиниця колишньої Російської імперії та РРСФР, що розташовувалася на південному заході європейської частини, яка включала, серед інших територій, три повіти колишнього Інфлянтського воєводства з латишами як найбільшою етнічною групою (50,6%). Центром губернії був Вітебськ (сучасна Білорусь), але найбільшим містом був Динабург (сучасний Даугавпілс). 
Територія воєводства охоплювала сучасну Латгалію і більшу частину Вітебської області Білорусі, а також частину території Псковської області Росії (Себежський і Невельський райони) і Смоленської області (Велизький район). 
14 грудня 1917 року Рада Народних Комісарів РРФСР видала наказ № 93 про виділення Даугавпілського, Лудзенського і Резекненського повітів зі складу Вітебської губернії та приєднання їх до Відземської губернії.1 Вона була розформована в 1924 році, залишивши більшу частину Білоруської РСР, тоді як північна частина (Велизький, Невельський і Себежський повіти) була передана до складу Псковської губернії. 

## Історія

«Мапа народонаселення Вітебської губернії за віросповіданнями» Олександра Ріттіха, 1864 рік

У момент утворення з частини Білоруської губернії у 1802 році, в 1802 році, губернія ділилася на 12 повітів: Велізький, Вітебський, Городоцький, Дінабурґський (з 1893 р Двінський), Дрисенський, Лепельський, Люцинський, Невельський, Полоцький, Режицький, Себезький і Суразький.
У 1866 Суразький повіт був скасований і відновлений в 1920. У 1893 Дінабурґський повіт перейменовано в Двінський. За статистичними даними на 1 січня 1913 року кількість населення склала 1895700.
Після Жовтневої революції губернія входила до складу Західної області (1917-1918), Західної комуни РРФСР (1918), БССР (1919-1924). У грудні 1917 року Рада народних комісарів РРФСР виділив Двінський, Люцинський і Режицький повіти зі складу Вітебської губернії і передав їх Ліфляндській губернії. У 1919 з Могильовської губернії Вітебську був переданий Сєнненський повіт, а через рік з Гомельської губернії був переданий Оршанський повіт. У 1923 році були скасовані Городоцький, Дрисенський і Сєнненський повіти, а Лепельський перейменували в Бочейковський. 24 березня 1924 року губернія була скасована.

## Адміністративний поділ
На 1897 рік складалася із 11 повітів
- Велізький повіт
- Вітебський повіт
- Городоцький повіт
- Двінський повіт
- Дрисенський повіт
- Лепельський повіт
- Люцинський повіт
- Невельський повіт
- Полоцький повіт
- Режицький повіт
- Себезький повіт

1920 року було відновлено Суразький повіт. Того ж року Двінський, Люцинський та Режицький повіти відійшли до незалежної Латвії.

## Релігії (1897)
- Православ'я — 825 601
- Католицизм — 357 309
- Юдаїзм — 175 629
- Старообрядництво — 83 022
- Лютеранство — 46 654
- Іслам — 661
- Баптизм — 130

## Міграція
Після скасування кріпацтва, з 1877 по 1886 рік стрімко зросла міграція селянських родин до Даугавпілського повіту Вітебської губернії (1251 сім'я) та Вітебського повіту (1114 сімей). Загалом до Вітебської губернії прибуло 17 612 осіб. Мігранти походили з Могильовської та Мінської губерній, а також з Каунаської, Курляндської та Віленської губерній.

## Навчальні заклади (1889)
Вітебська чоловіча гімназія з 388 гімназистами, Вітебська жіноча гімназія з 265 гімназистами, Даугавпілська жіноча гімназія з 255 гімназистами,
- Даугавпілське реальне училище з 247 учнями,
- Полоцька кадетська школа (корпус) з 369 кадетами,
- Вітебська духовна семінарія з 239 семінаристами,
- Полоцька учительська семінарія — 58 семінаристів,
- 7 повітових шкіл з 462 учнями,
- 126 християнських парафіяльних шкіл,
- 195 сільських шкіл з 8485 учнями,
- 163 єврейські приватні школи, 2 школи Тори у Вітебську (335 учнів) і Даугавпілсі (225 учнів), рабинська школа (єшива) у Вітебську.